# Macrotera bicolor
Macrotera bicolor är en biart som beskrevs av Smith 1853. Macrotera bicolor ingår i släktet Macrotera och familjen grävbin. Inga underarter finns listade i Catalogue of Life.